# Institut Nacional de la Seguretat Social
L'Institut Nacional de la Seguretat Social (INSS) és l'entitat que a Espanya gestiona les prestacions econòmiques més importants del sistema de Seguretat Social.
Segons assenyala la seva Carta de Serveis, l'Institut Nacional de la Seguretat Social és una Entitat Gestora dotada de personalitat jurídica pròpia, dependent del Ministeri d'Ocupació i Seguretat Social, creada en 1978 per dur a terme la gestió administrativa de les prestacions econòmiques contributives del Sistema de la Seguretat Social. La gestió i administració de les prestacions econòmiques es realitza de conformitat amb els principis de simplificació, racionalització, transparència, economia de costos, solidaritat financera i unitat de caixa, eficàcia social i descentralització.
Depèn del Ministeri d'Ocupació i Seguretat Social, a través de la Secretaria d'Estat de la Seguretat Social. Té una Direcció general, situada a la capital d'Espanya, i 52 direccions provincials, situades en cadascuna de les províncies espanyoles i a les ciutats de Ceuta i Melilla.

## CAISS: Centres d'atenció i informació de la Seguretat Social
Disposa d'una extensa xarxa de centres d'atenció i informació, denominats CAISS (Centres d'atenció i informació de la Seguretat Social), oficines de l'Institut Nacional de la Seguretat Social Espanyola la missió principal de la qual és la d'atenció i informació al ciutadà de les prestacions de la Seguretat Social. Alguna d'aquestes oficines assumeixen avui dia tasques de gestió i tràmit de prestacions econòmiques de la Seguretat Social (maternitat, paternitat, incapacitat temporal, etc) i unes altres no econòmiques com el dret a l'assistència sanitària.

## Llista de directors generals
- María Gloria Redondo Rincón (2018-)[7]
- Paula Roch Heredia (2017-2018)[8]
- María Eugenia Martín Mendizábal (2012-2017)[9]
- José Antonio Panizo Robles (2011-2012)[10]
- Fidel Ferreras Alonso (2004-2011)[11]
- Rafael Mateos Carrasco (2000-2004)
- Francisco Gómez Ferreiro (2000)
- María Eugenia Martín Mendizábal (1997-2000)
- Julio Gómez-Pomar Rodríguez (1996-1997)
- Fidel Ferreras Alonso (1993-1996)
- Constantino Méndez Martínez (1987-1993)
- Carlos Solinis Laredo (1984-1987)
- Bernardo Fernández Fernández (1982-1984)
- José Sánchez Bernal (1981-1982)
- Francisco Arance Sánchez (1980-1981)
- Jesús Silva Porto (1979-1980)